# PragVEC
Prag VEC est un groupe de post-punk britannique, originaire de Londres, en Angleterre. Il est actif entre 1978 et 1981.

## Biographie
Le groupe est formé en 1978 par d'anciens membres de The Derelicts (dont d'autres membres forment The Passions), Susan Gogan (chant, synthé sur le 33 tours) et John Studholme (guitare, synthétiseur sur le 33 tours) qui ont coécrits la plupart des chansons, accompagnés de David Boyd (basse) et Nicholas Cash (batterie),. Sur leur album apparaît aussi J.G. Thirlwell, futur Foetus (« J'ai joué avec eux pendant à peu près dix mois et c'était vraiment pénible. J'ai décidé ensuite que je ne rejouerai plus jamais avec quelqu'un »), ainsi que John Glyn au saxophone ténor et Art Moran au saxophone alto.
Ils réalisent deux 45 tours et un album sur leur propre label Spec Records, ainsi qu'une compilation des 45 tours sur le label français Celluloïd, qui les fait connaître en France. Alors que les singles sont d'un post-punk énergique, l'album montre une utilisation des sons électroniques, avec l'utilisation du synthétiseur EDP Wasp. Ils tournent en 1978 et 1979 avec des groupes comme Cabaret Voltaire ou Scritti Politti,. Ils participent aussi à trois Peel Sessions (pour l'émission de John Peel sur la BBC Radio One). 
En 1979, John Studholme sort un 45 tours avec The Atoms, Swingalongamuck, sur Rinka Records, produit par Sue Gogan (John Studholme à la basse, synthétiseur ; Roy Dodds à la batterie ; Keith James et Photios Demetrion aux guitares ; Keith Allen au chant et piano). Le groupe anglais Half Man Half Biscuit sort une chanson intitulée Prag Vec At The Melkweg, tiré de son album McIntyre, Treadmore and Davitt, sorti en 1991 ; le groupe n'a jamais joué dans la salle d'Amsterdam, en réalité.
Prag VEC se sépare en 1981, Nick Cash rejoignant Fad Gadget, Jim Thirlwell formant Foetus.
John Studholme est mort en novembre 2005, des suites d'une longue maladie. Lui, Gogan et Nick Cash travaillaient avec Mute Records sur une réédition des morceaux.

## Membres

### Anciens membres
- Susan Gogan - chant, synthétiseur
- John Studholme - guitare, synthétiseur
- David Boyd - guitare basse
- Nick Cash - batterie

### Membres additionnels
- John Glyn - saxophone ténor sur l'album
- Art Moran - saxophone alto sur l'album
- Jim Thirlwell - Chœurs et synthétiseur sur l'album

## Discographie
- 1978 : Wolf (45 tours, Spec Records)
- 1979 : Expert (45 tours, Spec Records)
- 1979 : PragVEC (33 tours, Celluloid, France)
- 1980 : Spec Records Presents No Cowboys (33 tours, Spec Records)